# 10H-Regelung
Die bayerische 10H-Regelung ist eine Mindestabstandregelung für Windkraftanlagen zu Siedlungen und wurde 2014 von der CSU unter Ministerpräsident Horst Seehofer beschlossen. Ein modernes 200 Meter hohes Windrad muss dadurch einen Abstand von zwei Kilometern (10 × 200 m) zu Wohnbebauungen haben. Diese Regelung brachte den Windkraftausbau in Bayern praktisch zum Erliegen.

## Beschreibung
Die Regelung ist seit dem 21. November 2014 in Kraft.
Art. 82 Abs. 1 BayBO bestimmt, dass die Privilegierung im Außenbereich nach § 35 Abs. 1 BauGB für Windenergieanlagen dann aufgehoben ist, wenn der Abstand zu Wohngebäuden in Bebauungsgebieten oder bebauten Ortsteilen weniger als die zehnfachen Gesamthöhe beträgt. Die Gesamthöhe setzt sich aus Nabenhöhe und Rotorradius zusammen. Das würde zum Beispiel bedeuten, dass für ein Windrad, das 200 Meter hoch ist, der Mindestabstand zu Wohngebäuden 2 Kilometer betragen müsste. Ausnahmen waren unter bestimmten Bedingungen schon bei Inkrafttreten möglich.
Eine Windkraftanlage, die dieses Verhältnis nicht einhält, ist zulässig, wenn der Standort durch einen entsprechenden Bebauungsplan zum Innenbereich definiert wird. Die 10H-Regelung schränkt zwar die Privilegierung im Außenbereich (§ 35 BauGB) ein. Soweit die Gemeinden durch Bebauungspläne Gebiete mit Baurecht für die Windenergienutzung festsetzen, findet § 35 BauGB keine Anwendung und es kommt demzufolge nicht mehr auf die Einhaltung eines 10H-Abstandes an. Deshalb reduziert die 10H-Regelung nicht unmittelbar die in Bayern durch Darstellung in den Regionalplänen zur Neuerrichtung von Windkraftanlagen zur Verfügung stehende Fläche.
Stand Mai 2022 soll die 10H-Regelung durch einige weitere Ausnahmen deutlich gelockert werden, um die Energiewende voranzubringen und die Versorgungssicherheit zu erhöhen. Die überarbeitete Version sieht nun, in verschiedenen Ausnahmen, einen Mindestabstand von 1000 Meter vor:
- in ausgewiesenen Vorranggebieten für Windkraft
- neben Autobahnen, neben mehrspurigen Bundesstraßen oder wichtigen Bahnstrecken
- neben Gewerbe- und Industriegebieten
- in Wäldern
- auf Truppenübungsplätzen
- beim Ersatz bestehender Windkraftanlagen

Somit sollen etwa 800 neue Windräder in Bayern entstehen.
Die Änderungen wurden vom Landtag verabschiedet und traten am 16. November 2022 in Kraft.

## Kritik an der alten Regelung
Nach Einführung dieser Regel kam der Ausbau der Windkraft in Bayern allmählich zum Erliegen und Bayern ist in das Mittelfeld der Bundesländer bei erneuerbaren Energien zurückgefallen. Es gibt durchaus geeignete bayerische Standorte für Windkraft, die dadurch entfielen. Nur durch Solarenergie, Wasserkraft, Bioenergie usw. kann sich Bayern nur sehr viel schwieriger mit erneuerbarer Energie versorgen. Außerdem sollten sich Photovoltaik und Windenergie möglichst im ausgeglichenen Strommix ergänzen, was so nicht möglich war.
Strom wird idealerweise ortsnah erzeugt, unter anderem um nicht unnötig Hochspannungsleitungen bauen zu müssen. Mit der ursprünglichen 10H-Regelung war es aber so, das nur 0,05 Prozent der Landesfläche mit Windenergie bebaut werden konnte. Vorgesehen sind aber inzwischen etwa 2 Prozent der bundesdeutschen Gebiete mit Windkraftanlagen zu bebauen, um eine Grundversorgung sicherzustellen.